# Faglia Magallanes-Fagnano
La faglia Magallanes-Fagnano è una faglia trasforme continentale.
La faglia segna un margine trasforme tra la placca di Scotia e la placca sudamericana.
È situata sotto il ramo sinistro dello stretto di Magellano, il seno Almirantazgo e il lago Fagnano.